# Rotary (relojes)
Rotary Watches Ltd fue fundada en La Chaux-de-Fonds, Suiza, por Moise Dreyfuss en 1895, siendo desde 2014 propiedad del Citychamp Watch & Jewellery Group Limited de Hong Kong, pasando a manos del Peers Hardy Group en 2025. En la década de 1920, Georges y Sylvain Dreyfuss comenzaron a exportar relojes Rotary a Gran Bretaña, que se convertiría en el mercado más exitoso de la compañía. Posteriormente, Rotary se convirtió en el proveedor oficial de relojes del Ejército Británico. El conocido logotipo de la firma, la "rueda alada", se introdujo en 1925 y desde entonces ha sufrido pequeñas modificaciones. Rotary se convirtió en una empresa internacional que vende relojes en más de 35 países. Desde 2014, es propiedad de Citychamp Watch & Jewellery Group Limited (un holding de inversiones conocido como China Haidian Holdings hasta 2014). La empresa relojera británica Peers Hardy Group adquirió los relojes Rotary en febrero de 2025.

## Antecedentes
En 1940, Rotary se convirtió en proveedor oficial de relojes para el Ejército Británico. Coincidiendo con el inicio de la Segunda Guerra Mundial y el reclutamiento masivo de militares, esta medida llevó un reloj Rotary a casi todos los hogares británicos, dejando una extensa huella de la marca en el Reino Unido. En 2006, Rotary Watches fue elegido como una de las "supermarcas" del Reino Unido," y ha mantenido su posición en los años sucesivos. El logotipo de la marca con su "rueda alada" se presentó por primera vez en 1925 y desde entonces solo ha experimentado cambios menores en su apariencia. Además de su marca tradicional, la compañía también produce relojes bajo el nombre más exclusivo "Dreyfuss & Co".
Rotary es miembro de la Federación de la Industria Relojera Suiza. Su sede central se encuentra actualmente en el Reino Unido, y ha sido hasta 2025 una empresa de propiedad 100% china. Rotary ofrece una gama de relojes fabricados en Suiza, junto con una gama de piezas más económicas fabricadas en otros países, generalmente con movimientos de Japón que luego se ensamblan en Japón o China.
Los relojes Rotary suelen usar un movimientos mecánicos automáticos o de cuarzo, y a menudo cuentan con lo que Rotary denomina el "Estándar Dolphin" (equivalente al menos a ISO 2281), lo que significa que son relojes resistentes al agua y pueden ser adecuados para nadar y bucear durante largos períodos. Un diseño exclusivo de Rotary es el "Revelation",  un reloj reversible que cuenta con dos movimientos distintos y dos esferas, lo que permite al usuario cambiar de estilo a voluntad o alternar fácilmente entre dos husos horarios diferentes.
El 19 de febrero de 2025, la empresa relojera Peers Hardy Group, con sede en West Midlands, firmó un acuerdo con Citychamp para asumir el control del diseño, la fabricación y la distribución de los relojes Rotary en el Reino Unido e internacionalmente. Rotary Watches publicó un blog titulado "Un nuevo capítulo para Rotary" en su sitio web el 15 de abril de 2025 y confirmó oficialmente su adquisición por parte del Peers Hardy Group.

## Filiales
- Dreyfuss & Co.